# Unison (album Céline Dion)
Unison – debiutancki album anglojęzyczny kanadyjskiej piosenkarki Céline Dion wydany w 1990 roku w Północnej Ameryce i rok później w reszcie świata. Wliczając jej poprzednie francuskojęzyczne albumy Unison był 15 krążkiem Dion.

## Prolog
Przed wydaniem „Unison”, Céline Dion miała już stabilną pozycję na francuskiej scenie muzycznej. Wydała 14 płyt w ojczystym języku : 11 w Kanadzie i 3 we Francji. Wygrała liczne nagrody muzyczne w tym 15 Felix Awards, 2 Yamaha Music Festival Awards, Eurovision Song Contest Grand Prix i MetroStar Award. Dion otrzymała złote i platynowe certyfikaty dla jej poszczególnych albumów (4 złote i 3 platynowe) i singli (3 złote). Była popularną francuską piosenkarką, jednak wciąż nieznaną w krajach anglojęzycznych.
W 1985 roku Céline Dion nagrała swój pierwszy singiel w języku angielskim zatytułowany „Listen to the Magic Man” do filmu „The Peanut Butter Solution”. Soundtrack zawierał również piosenkę „Michael's Song”. Tego samego roku Dion wydała live album „Céline Dion en concert”, który zawierał kilka piosenek po angielsku : „Up Where We Belong,” „Over the Rainbow” i „What a Feeling."
W 1989 Céline Dion wydała swój drugi anglojęzyczny singiel w Kanadzie „Can't Live With You, Can't Live Without You”, duet z Billym Newton-Davisem. Nagrała także piosenkę „Listen to Me” z Warren Wiebe. Była to piosenka tytułowa do filmu, w którym główną rolę grał Kirk Cameron. W 1989 Dion nagrała również swój trzeci duet tym razem z Dan Hills, o tytule „Wishful Thinking”.
Po duetach i piosenkach filmowych nadszedł czas na solową próbę Dion – album w języku angielskim, który miałby przedstawić ją światu. Na wydanie go CBS Records początkowo przeznaczyła $25 000, które pozwoliłyby Dion jedynie nagrać nowy wokal na ścieżki dźwiękowe z jej francuskiego albumu „Incognito”. Trzy wydarzenia sprawiły, że stawka się zwiększyła. Pierwsze – Dion wystąpiła w duecie z Dan Hill na zebraniu CBS Kanada w 1987 roku. Występ zrobił wystarczające wrażenie na prezesie firmy Bernie DiMatteo, aby zwiększyć budżet do $100 000, dzięki czemu można było zamówić nowe piosenki. Następnie Dion zaśpiewała na rozdaniu nagród Juno „Have a Heart” – anglojęzyczną wersję piosenki „Partout je te vois” z „Incognito”. Po występie budżet wzrósł do $300,000. Wkrótce David Foster po obejrzeniu taśmy video przekonał DiMatteo, że $300 000 to za mało, dzięki czemu Dion dostała nieograniczony budżet. Ostatecznie koszt nagrania albumu wyniósł $600 000. Przy nagraniu Dion pracowała z trzema producentami : Davidem Fosterem, Christopherem Neilem i Andym Goldmarkiem.

## Informacje o albumie
"Unison” był nagrywany w Londynie, Nowym Jorku i Los Angeles. Single z albumu to „(If There Was) Any Other Way”, „Unison” (cover piosenki Juniora z filmu Toma Cruise’a „Wszystkie właściwe posunięcia”), „Where Does My Heart Beat Now”, „The Last to Know” (wcześniej nagrane przez Sheenę Easton) i radiowy singel „Have a Heart” (angielska wersja piosenki „Partout je te vois” nagranej na albumie Dion „Incognito” z 1987 roku). „Unison” przyniósł Kanadyjce dwie nagrody Juno w kategoriach Album Roku i Piosenkarka Roku.
Dion wyruszyła w trasę koncertową „Unison Tour”, aby wypromować album w Kanadzie. Wydano również kasetę VHS „Unison”. Podczas trasy piosenkarka zrobiła przerwę, w trakcie której nagrała piosenkę „Voices That Care”, singiel wydany w marcu 1991 roku. Piosenkę napisali David Foster, Linda Thompson i Peter Cetera, a nagrała ją grupa popularnych muzyków, aktorów i sportowców, aby pomóc podnieść morale amerykańskich żołnierzy wmieszanych w Wojnę Zatokową oraz wesprzeć Międzynarodowy Ruch Czerwonego Krzyża i Czerwonego Półksiężyca. Singiel doszedł do 11 miejsca na Billboard Hot 100 i uzyskał status złotej płyty za sprzedaż ponad 500 000 kopii.

## Sprzedaż
"Where Does My Heart Beat Now” jest uznawana za przełomową piosenkę Dion na rynku anglojęzycznym (4 miejsce na liście singli w USA). Światowa sprzedaż albumu doszła do 3,5 milionów kopii. Największy sukces krążek odniósł w Kanadzie i USA, gdzie doszedł odpowiednio do 18 i 74 miejsca na listach najchętniej kupowanych albumów, co dało albumowi status siedmiokrotnie platynowej płyty w Kanadzie (sprzedaż ponad 700 000 kopii) i platynowej w USA (ze sprzedażą 1 238 000 kopii). „Unison” doszedł do 8 miejsca w Norwegii i zajmował je przez 2 tygodnie z rzędu. Była to najwyższa pozycja tego krążka spośród wszystkich krajów świata. W 1996 roku, pięć lat po jego pierwszym wydaniu, album doszedł do 55 miejsca w Wielkiej Brytanii. Mimo że „Unison” ani razu nie pojawił się na liście sprzedaży albumów we Francji, w 1997 roku pokrył się złotem za sprzedaż 100 000 kopii.

## Kontrowersje
Podczas gdy Dion cieszyła się z rosnącego sukcesu w krajach anglojęzycznych, jej fani z Francji i Quebec krytykowali ją za zaniedbywanie ich. Po zwycięstwie Felix Award dla najlepszego artysty angielskiego, spróbowała na nowo połączyć się z francuskojęzycznymi fanami poprzez odmowę przyjęcia nagrody. Dion ogłosiła, że jest i zawsze będzie francuskim, a nie angielskim artystą.

## Lista utworów
| #   | Tytuł                            | Autorzy                                    | Czas trwania |
| --- | -------------------------------- | ------------------------------------------ | ------------ |
| 1.  | (If There Was) Any Other Way     | Paul Bliss                                 | 4:00         |
| 2.  | If Love Is Out the Question      | Paul Bliss, Phil Palmer                    | 3:53         |
| 3.  | Where Does My Heart Beat Now     | Robert White Johnson, Taylor Rhodes        | 4:33         |
| 4.  | The Last to Know                 | Brock Walsh, Phil Galdston                 | 4:35         |
| 5.  | I'm Loving Every Moment With You | Tom Keane, Eric Pressley, Tyler Collins    | 4:08         |
| 6.  | Love by Another Name             | David Foster, Cliff Magnes, Glen Ballard   | 4:51         |
| 7.  | Unison                           | Andy Goldmark, Bruce Roberts               | 4:13         |
| 8.  | I Feel Too Much                  | Tom Keane, Eric Pressley                   | 4:09         |
| 9.  | If We Could Start Over           | Stan Meissner                              | 4:22         |
| 10. | Have a Heart                     | Aldo Nova, Billy Steinberg, Ralph McCarthy | 4:14         |

## Single
| #  | Singiel                      | Data wydania      |
| -- | ---------------------------- | ----------------- |
| 1. | (If There Was) Any Other Way | 19 marca 1990     |
| 2. | Unison                       | 6 sierpnia 1990   |
| 3. | Where Does My Heart Beat Now | 19 listopada 1990 |
| 4. | The Last to Know             | 6 maja 1991       |
| 5. | Have a Heart                 | 5 sierpnia 1991   |

## Certyfikaty i sprzedaż
| Kraj            | Pozycja | Certifikat  | Sprzedaż  |
| --------------- | ------- | ----------- | --------- |
| Belgia Flandria | 80      | -           | -         |
| Belgia Wallonia | 56      | -           | -         |
| Francja         | -       | Gold        | 100,000   |
| Kanada          | 18      | 7x platinum | 700,000   |
| Norwegia        | 8(2)    | -           | -         |
| UK              | 55      | -           | 50,000    |
| USA             | 74      | Platinum    | 1,238,000 |
| =               |         |             |           |
| Świat           | -       | -           | 3,500,000 |

## Nagrody
| Rok  | Nagroda        | Kategoria                                                            |
| ---- | -------------- | -------------------------------------------------------------------- |
| 1990 | Billet Platine | Billet Platine za Koncert Céline Dion                                |
| 1991 | Juno Awards    | Album Roku – Unison                                                  |
| 1991 | Juno Awards    | Wokalistka Roku                                                      |
| 1991 | Félix Awards   | Artysta z Quebec z największym sukcesem w języku innym niż francuski |